# El buey desollado
El buey desollado (en francés, Le Boeuf écorché), también conocido como El buey en canal, es una de las pinturas más conocidas del pintor holandés Rembrandt. Está realizado en óleo sobre madera, y fue pintado en 1655. Mide 94 cm de alto y 69 cm de ancho. Se exhibe actualmente en el Museo del Louvre de París, donado por el coleccionista y crítico de arte Louis Viardot (París, 1857).
La obra está firmada y datada «REMBRANDT F: 1655». Rembrandt lo pintó en su etapa de madurez, poco antes de su bancarrota de 1655.
Es un cuadro excepcional dentro de la producción de Rembrandt, tanto por el tema como por la calidad. Se trata de un bodegón, algo inusual dentro de la producción del artista. Sobre el mismo tema hay otro cuadro del mismo autor, fechado hacia 1643 y que se conserva en la Glasgow Art Gallery and Museum, lo que ha dado lugar a que se sugiera la posibilidad de que Rembrandt hiciera este cuadro como un estudio sobre las variaciones de luz y color sobre el mismo objeto. 

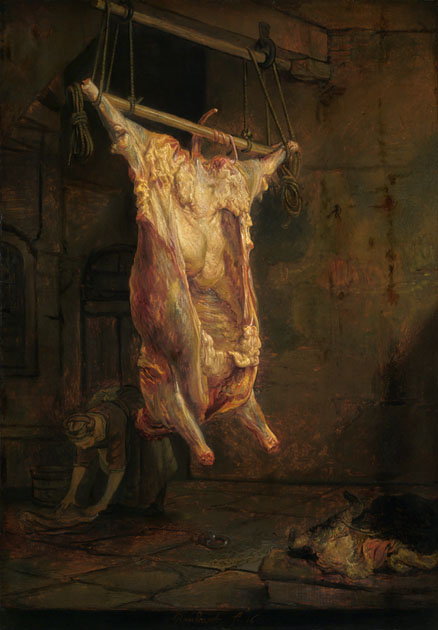
El buey desollado (versión de Glasgow), h. 1643, óleo sobre tabla, 73,3 × 51,8 cm, Art Gallery and Museum, Glasgow.

Ciertamente, en la pintura holandesa de género la presencia de animales muertos y desollados era frecuente en escenas de cocina, que se difundieron a partir del Cinquecento. Podría ser una especie de memento mori o lección de vanidad, es decir, una representación del inevitable final de todas las cosas terrenales. La presencia de una figura femenina que atisba este interior al fondo del cuadro permite sospechar que se trataría de una pintura de género, más que de un bodegón. 
Se representa una escena de interior, posiblemente un sótano. En el fondo se entrevé una figura humana, una mujer con cofia, la mujer del carnicero, reducida al rango de secundaria, que se asoma por una puerta. Pero en primer plano, dominándolo todo, el cadáver de un buey, colgado de una barra de madera próxima al techo; este travesaño sirve para dar perspectiva y profundidad al cuadro. 
En lo que se refiere a la calidad, es una obra de impresionante factura técnica, en «uno de los estudios más crudos de la realidad que jamás se haya efectuado por medios pictóricos» (L. Monreal).
La pintura está ejecutada con pinceladas gruesas y violentas, muy sueltas, que anticipa un poco el expresionismo del siglo XX. Se consigue así que en determinados puntos se acumulen grumos de pintura al óleo, lo que proporciona relieve a la superficie pictórica. La mujer, por ejemplo, aparece borrosa, como una mancha realizada con pinceladas gruesas y densas.
Este lienzo fue objeto de imitación por otros pintores posteriores, como Eugène Delacroix, Honoré Daumier, Francis Bacon y Chaïm Soutine.